# Parafia Narodzenia Pańskiego w Błoniu
Parafia pw. Narodzenia Pańskiego w Błoniu – rzymskokatolicka parafia należąca do dekanatu błońskiego, archidiecezji warszawskiej, metropolii warszawskiej Kościoła katolickiegow Błoniu. Obsługiwana przez księży diecezjalnych.
Parafia została erygowana w 1996. 

## Kościół parafialny
Obecny kościół parafialny pochodzi z lat 1998–2002, konsekrowany w 2005.